# Saint-Denis-de-Méré
Saint-Denis-de-Méré település Franciaországban, Calvados megyében. Lakosainak száma 760 fő (2022. január 1.). Saint-Denis-de-Méré Clécy, Pont-d’Ouilly, Berjou, Cahan, Saint-Pierre-du-Regard, Condé-en-Normandie és Sainte-Honorine-la-Chardonne községekkel határos.

## Népesség
A település népessége az elmúlt években az alábbi módon változott:
| Lakosok száma | 759  | 925  | 835  | 828  | 833  | 841  | 834  | 788  | 771  | 760  |
|               | 1968 | 1982 | 1990 | 2006 | 2013 | 2015 | 2017 | 2019 | 2020 | 2022 |